# Tidabius plesius
Tidabius plesius är en mångfotingart som beskrevs av Chamberlin 1945. Tidabius plesius ingår i släktet Tidabius och familjen stenkrypare. Inga underarter finns listade i Catalogue of Life.